# Amand Landry
Pour les articles homonymes, voir Landry.
Amand Landry (né en 1805, mort en 1877) était un homme politique canadien. Il a été le premier politicien acadien d'importance en provenance du Nouveau-Brunswick.

## Biographie
Amand Landry naquit le 8 décembre 1805 à Memramcook. Il est le fils d’Allain Landry et d’Anastasie Dupuis (Dupuy), descendante de Charles de Saint-Étienne de La Tour.
Il étudia à la Memramcook Public School. Il enseigna ensuite pendant un certain temps, avant de se consacrer à l’agriculture et devenir un fermier prospère et un leader respecté de la communauté acadienne du comté de Westmorland. Amand Landry fut élu député de Westmorland à l'Assemblée législative du Nouveau-Brunswick pour la première fois lors des élections générales de 1846. Il fut défait en 1850 par William Crane. À la suite du décès de ce dernier, il fut réélu lors des élections complémentaires de 1853. Il remporta tour à tour les élections de 1854 et 1856 mais fut battu en 1857. Il reprit son siège en 1861 et le conserva jusqu'en 1871, où il se retira de la vie politique.
Il est décédé le 12 juillet 1877 dans son village natal.

## Personnalité
Amand Landry a été décrit comme un libéral. Il s'opposa fortement à la construction du chemin de fer entre Saint-Andrews et Woodstock car ce projet ne profiterait pas selon lui aux Acadiens. Il était fermement opposé à la Confédération canadienne et appuya Albert James Smith aux élections de 1865 et 1866. Il craignait que les Acadiens soient noyés dans une entité politique plus vaste et se méfiait autant des Canadiens anglais que des Canadien français du Québec qui tentaient de faire accepter l'idée de la Confédération au Nouveau-Brunswick.

## Famille
Amand Landry épousa en 1839 Pélagie Caissie (Casey) de Memramcook, qui lui donna sept enfants. L’aîné de ses fils, Pierre-Amand Landry, fut un homme politique important.

## Source
- Biographie du Dictionnaire biographique du Canada en ligne